# The Older I Get
The Older I Get EP американської групи Skillet, який вийшов у 2006 році.

## Треклист
1. The Older I Get (Rock Radio mix) – 3:39
2. The Older I Get (акустична версія) – 3:29
3. Yours to Hold (акустична версія) – 3:42
4. The Older I Get (відео) – 3:40